# بخش لکسینگتون (شهرستان استارک، اوهایو)
بخش لکسینگتون (به انگلیسی: Lexington Township) یک منطقهٔ مسکونی در ایالات متحده آمریکا است که در شهرستان استارک، اوهایو واقع شده‌است.
 بخش لکسینگتون ۶۴٫۰ کیلومتر مربع مساحت و ۵٬۵۸۳ نفر جمعیت دارد و ۳۲۳ متر بالاتر از سطح دریا واقع شده‌است.